# 1155 Aënna
1155 Aënna là một tiểu hành tinh vành đai chính bay quanh Mặt Trời, với đường kính khoảng 12 km. Nó hoàn thành một chu kỳ quay quanh Mặt Trời là 4 năm. Nó được phát hiện bởi Karl Wilhelm Reinmuth ở Heidelberg, Đức ngày 26 tháng 1 năm 1928.